# Wasserstoffbläschenmethode
Die Wasserstoffbläschenmethode ist ein Verfahren zur Visualisierung von Strömungen. Damit können Zeitlinien in strömendem Wasser erzeugt werden.
Die Methode basiert auf der Elektrolyse von Wasser. Es wird dazu ein feiner Draht im Wasser positioniert, der meist aus Platin beschaffen ist und eine Stärke von 10 bis 40 µm aufweist. Eine Gegenelektrode wird an einer nicht störenden Stelle des Strömungsfeldes untergebracht.
Im Versuch wird der Draht als Kathode und die Gegenelektrode als Anode kurzzeitig mit elektrischer Spannung beaufschlagt. Dabei bilden sich an dem Draht winzige Wasserstoffbläschen, die mit der Strömung mitschwimmen und Zeitlinien bilden. Diese Zeitlinien können abgelichtet und fotogrammetrisch ausgewertet werden. Die Bläschen lösen sich mit einer Halbwertszeit von etwa drei Sekunden wieder auf.
Die Methode eignet sich für Strömungsgeschwindigkeiten von etwa 0,5 bis 30 cm/s. Der Auftrieb der Bläschen lässt sich bei geringeren Strömungsgeschwindigkeiten immer weniger vernachlässigen.
Die Wasserstoffbläschenmethode wurde erstmals 1914 von Jonathan Zenneck beschrieben.